# Lübecker Bürgerschaft 1927

Portal:Lübeck/Projekt Bürgerschaft 1848-1937

Liste der Mitglieder der Lübecker Bürgerschaft im ersten Jahr der vierten Wahlperiode (1926–1929).

## Wahlergebnis der Bürgerschaftswahl zur vierten Legislaturperiode (1926–1929) vom 14. November 1926
| Partei                  | Sitze |
| ----------------------- | ----- |
| Hanseatischer Volksbund | 36    |
| Aufwertungspartei       | 1     |
| Zentrum                 | 1     |
| DDP                     | 2     |
| SPD                     | 35    |
| KPD                     | 5     |

## Abgeordnete der vierten Legislaturperiode (1926–1929) nach dem Lübecker Staatshandbuch 1927
- Heinrich Apelles, Bäckermeister
- Ernst Boie, Kaufmann, als Fraktionsvorsitzender des HVBs und ab 1928 estnischer Konsul, Kaufmann
- Hermann Brehmer, Rechtsanwalt und Notar, zuvor MdBü der dritten Wahlperiode
- Egon Breinig, Studienrat, zuvor MdBü der dritten Wahlperiode
- Karl Brügmann, Hotelbesitzer in Travemünde
- Ludwig Bruhn, Fabrikant X
- Wilhelm Bruns, Schneider, zuvor MdBü der dritten Wahlperiode
- Alfred Dinter, Baumeister
- Paul Drews, KPD, Maschinenschlosser
- Bruno Dühring, Lehrer
- Gustav Ehlers, Angestellter, zuvor MdBü der dritten Wahlperiode
- Adolf Ehrtmann, Geschäftsführer
- Hermann Eschenburg, Kaufmann, Präses der Handelskammer
- Max Fickeler, Abteilungsleiter, zuvor MdBü der dritten Wahlperiode
- Heinrich Franck, Tischler
- Heinrich Frank, Gärtner
- Ernst Frost, Postschaffner, zuvor MdBü der dritten Wahlperiode
- Christian Gäde, Kaufmann, zuvor MdBü der dritten Wahlperiode
- Heinrich Görtz, Rechtsanwalt und Notar, zuvor MdBü der dritten Wahlperiode
- Georg Grabner, Kanzleisekretär, zuvor MdBü der dritten Wahlperiode
- Friedrich Green, Schlachtermeister X
- Alfred Grieger, Maschinenschlosser
- Johannes Harms, Arbeiter in Schlutup, zuvor MdBü der dritten Wahlperiode
- Martha Hartmann, Hausfrau
- Oskar Haun, Rechtsanwalt und Notar, zuvor MdBü der dritten Wahlperiode
- August Haut, Handelskontrolleur, zuvor MdBü der dritten Wahlperiode, Februar 1928 Senator
- Heinrich Heickendorf, Kaufmann
- Max Heinrich, Polizeikassenverwalter, zuvor MdBü der dritten Wahlperiode
- Johanna Hempel, Hausfrau, zuvor MdBü der dritten Wahlperiode
- Friedrich Henk, Ökonomierat, Bültwisch, zuvor MdBü der dritten Wahlperiode
- Albert Holst, Fabrikant, Schlutup
- Walter Kasbohm, Schlosser, zuvor MdBü der dritten Wahlperiode
- Rudolf Keibel, Syndikus der Handelskammer, zuvor MdBü der dritten Wahlperiode
- Erich Klann, Gewerkschaftsangestellter, zuvor MdBü der dritten Wahlperiode
- Adolf Kleinfeldt, Gewerkschaftssekretär, zuvor MdBü der dritten Wahlperiode
- Emil Knapp, Former, Teerhofinsel, zuvor MdBü der dritten Wahlperiode
- Anne Köpke, Angestellte
- Gustav Köster, Arbeiter, Vorwerk
- Christian Kühl, Pastor i. R., zuvor MdBü der dritten Wahlperiode
- Julius Leber, Schriftsteller, zuvor MdBü der dritten Wahlperiode
- Walter Lewe, Gewerkschaftssekretär, zuvor MdBü der dritten Wahlperiode X
- Friedrich Lohmeier, Erster Beigeordneter a. D.
- Adolf Löwigt, Gewerkschaftsbeamter, zuvor MdBü der dritten Wahlperiode
- Josef Maintz, Gewerkschaftsbeamter, zuvor MdBü der dritten Wahlperiode
- Helene Mengel, Hausfrau, zuvor MdBü der dritten Wahlperiode
- Carl Mirow, Verwaltungsinspektor
- Eduard Möller, Stellmacher, Travemünde
- Karl Möller, Hafenarbeiter, zuvor MdBü der dritten Wahlperiode
- Emma Nehlsen, Hausfrau, zuvor MdBü der dritten Wahlperiode
- Moritz Neumark, Generaldirektor, Herrenwyk, zuvor MdBü der dritten Wahlperiode
- Otto Passarge, Geschäftsführer, zuvor MdBü der dritten Wahlperiode
- Alois Pederzani, Hotelbesitzer, zuvor MdBü der dritten Wahlperiode
- Wilhelm Pieth, Stadtbibliotheksdirektor, zuvor MdBü der dritten Wahlperiode
- Heinrich Puls, Bäcker, zuvor MdBü der dritten Wahlperiode
- Theodor Reese, Tischlermeister
- Georg Reisberger, Kassenangestellter, zuvor MdBü der dritten Wahlperiode
- Rudolf Rosengart, Händler in Schlutup, zuvor MdBü der dritten Wahlperiode
- Karl Ross, Schlosser, zuvor MdBü der dritten Wahlperiode
- Karl Rudolphy, Arzt
- Friedrich Scharmer, Zivilingenieur
- Ernst Schermer, Lehrer
- Gustav Schetelig, Fabrikdirektor
- Max Schetelig, Gärtnereibesitzer, zuvor MdBü der dritten Wahlperiode
- Heinz Schlösser, Geschäftsführer, zuvor MdBü der dritten Wahlperiode
- August Schmidt, Obersteuersekretär
- Heinrich Schmidt, Arbeiter, zuvor MdBü der dritten Wahlperiode
- Gustav Siemers, kaufmännischer Angestellter
- Fritz Solmitz, Schriftleiter
- Hermann Gustav Stolterfoht, Kaufmann, zuvor MdBü der dritten Wahlperiode
- Max Thiele, Hauptschriftleiter
- Christian Thies, Gastwirt, zuvor MdBü der dritten Wahlperiode
- Georg Trabert, Hofbesitzer, Nienhüsen
- Wilhelm Waterstrat, Lehrer
- Alfred Weiss, Parteisekretär, zuvor MdBü der dritten Wahlperiode
- Fritz Werner, Maurer
- Georg Wirth, Kaufmann
- John Wirthel, Bürovorsteher
- Hermann Wolfradt, Parteisekretär, SPD, zuvor MdBü der dritten Wahlperiode
- Arnold Zander, Mittelschullehrer, zuvor MdBü der dritten Wahlperiode